# Kakas (állat)

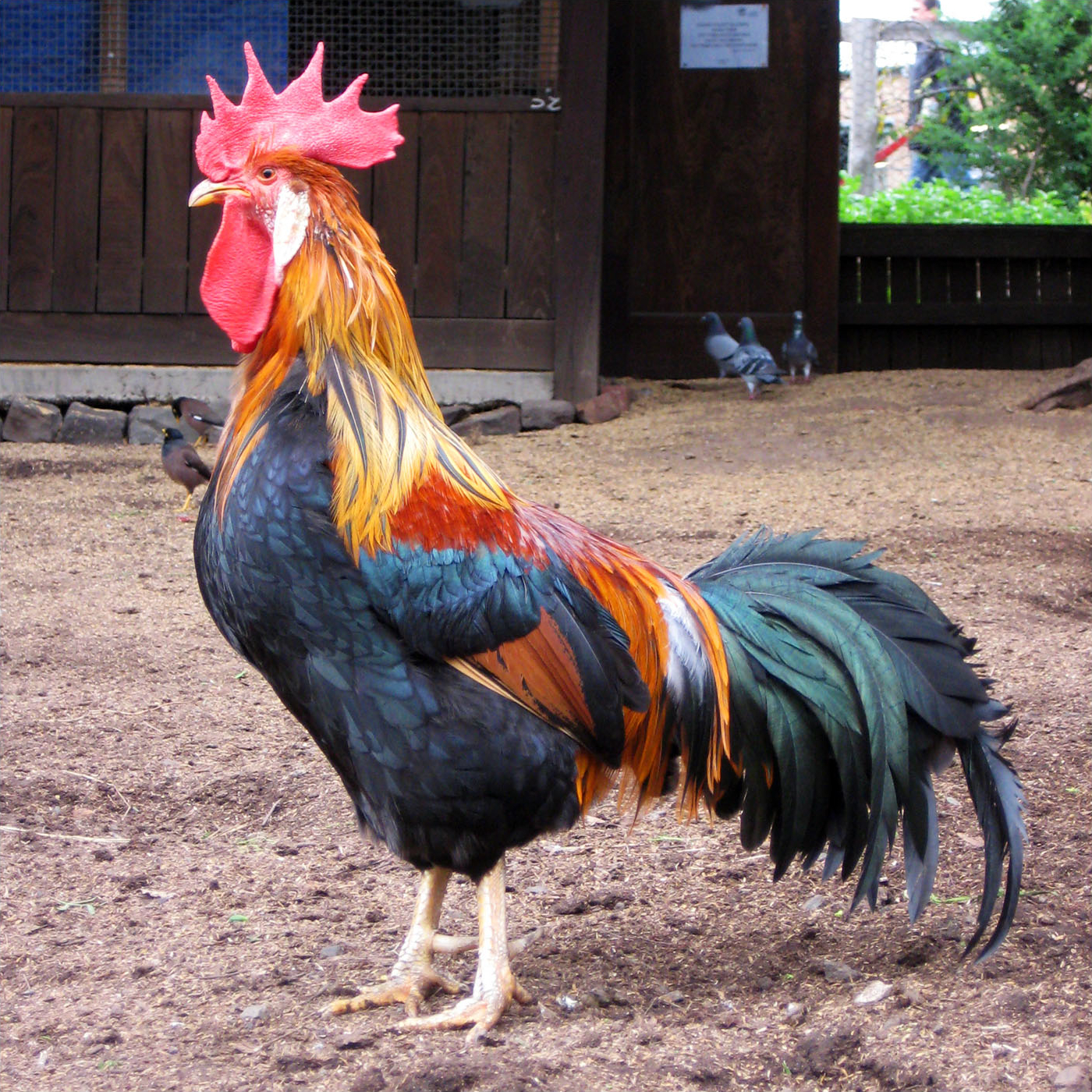
Brown Leghorn fajtájú kakas (Ausztrália)

A kakas a házi tyúk hímje.

## Jellemzői
Egyes madarak, jellemzően, de nem kizárólag a baromfiak egyes csoportjainak hímjeit jelölő elnevezése. Általánosságban elmondható az adott fajta tojóinál nagyobb testméret, díszesebb tollazat, összességében feltűnőbb megjelenés.
A leggyakoribb használata az elnevezésnek azonban kétségkívül a tyúkfélék hímjeit juttatja eszünkbe. A kakasok territoriális lények, birodalmukat jelölik kukorékolásukkal. Az esetleges idegen kakasokkal szemben a területet uraló kakas azonnali, látványos és erőteljes fellépést tanúsít. Küzdelmeik során a csőr mellett lábaikon szaruból kifejlődött kinövésük, úgynevezett sarkantyújuk is komoly szerepet kap, amely fájdalmas sebek okozására alkalmas. A kakas azonban nem csupán fajtabeliekkel szemben viselkedhet agresszívan. Egyes egyedei a többi állatot, sőt akár az embert is kíméletlenül megrohamozzák.
Néhány tojóból álló falkával alkot közösséget. Az együtt felnőtt hímek közt azonban általában gyorsan és súlyosabb harcok nélkül kialakul a hierarchia, amit aztán minden alsóbb ranghelyű kakas tiszteletben tart. A tyúkokkal való párosodás joga természetesen a domináns kakasé, azonban kegyeit korántsem egyenlő mértékben osztja meg háremében. Egy-két kedvenc tyúkja némi idő elteltével felismerhető a gyakori és meglehetősen intenzív párzásoknak köszönhető kopaszodásról.

### Kappan
Az ivartalanított kakast nevezzük kappannak. A kakast 2-4 hónapos korban herélik, a herélés után változik a külseje abban, hogy visszarövidül a taraja és a lebenye, zsírosabb a húsa, a hangja már nem kukorékolás, hanem kotkodácsolás, onnan eredt a kappanhang, avagy a vékony férfihang.

## Kakasviadal

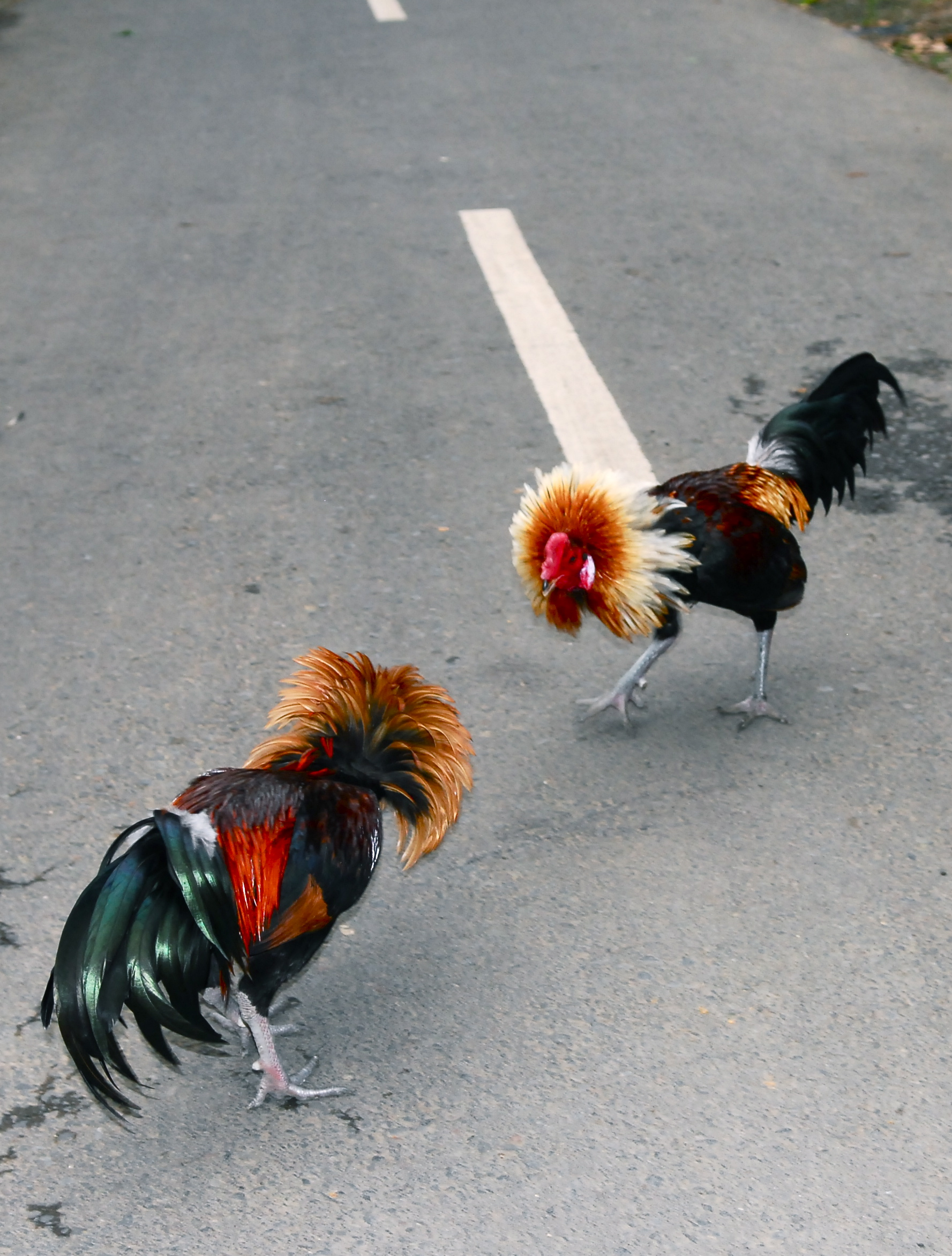
Viaskodó kakasok

Hosszú időn át volt ez a világ számtalan táján a legkedveltebb fogadások tárgya. Egyes fajtákat kifejezetten kakasviadalok céljára tenyésztettek ki, ezek az úgynevezett viador-fajták. A viadal során a két rivális kakas egymással szembekerülve szinte azonnal felborzolja tollait, fenyegető testtartást vesz fel és amennyiben a másik ettől nem hátrál meg, rögtön rátámad. Az amúgy is meglehetősen kemény küzdelem hatásait sokszor fokozták a kakas természetes sarkantyúi mellett a lábaikra rögzített éles acélsarkantyúkkal. Így a kakasok amúgy is kivételesen kemény küzdelme véres, általában a vesztes fél pusztulásával járó, kegyetlen összecsapássá vált. Magyarországon a jelenleg hatályos büntető- és állatvédelmi jogszabályok tiltják és súlyos büntetéssel fenyegetik az állatviadalokat. Ezek alól nem kivétel a kakasviadal sem.

## Gasztronómiai értéke
A kakasokat átlagosan kétéves korukig tartják, azután jellemzően selejtezik őket. Ennek végállomása általában a konyha. A kakas húsa azonban ennyi idős korára meglehetősen keménnyé, rostossá válik, így a baromfihúsokra leginkább jellemző sütési célokra nem alkalmas. Cserébe azonban kivételesen ízletes levesek, pörköltfélék és párolt húsok készíthetőek belőle, nem beszélve az olyan kuriózumokról, melyekért sok ínyenc valósággal rajong, a kakastaréj pörköltje és a kakastöke pörkölt.

## Ajánlott irodalom
- Beata és Leopold Peltz: Tyúktartás